# Psyra lidjangica
Psyra lidjangica är en fjärilsart som beskrevs av Eugen Wehrli 1953. Psyra lidjangica ingår i släktet Psyra och familjen mätare. Inga underarter finns listade.